# Róża Centnerszwerowa
Róża Emilia Centnerszwerowa z domu Tetz (ur. 1867, zm. 1940 w Śródborowie) – polska tłumaczka i pisarka. Żona lekarza Samuela Centnerszwera. Współpracowała z redakcją czasopisma „Izraelita”.

## Publikacje
Książki własne
- O wspólnem obu płci kształceniu w szkole średniej. Warszawa: Księgarnia Powszechna, 1905
- O języku żydów w Polsce, na Litwie i Rusi: szkic dziejowy. Warszawa: Księgarnia Powszechna, 1907.

Tłumaczenia
- Lily Braun, Pamiętnik Działaczki: lata dojrzewania, Skład główny w księgarni Gebethnera i Wolffa, 1913.
- Charlotte Brontë, Villette, Towarzystwo Wydawnicze „Rój”, 1939.
- William Caine, Wielki Mendoza i mała Senorita, Księgarnia BDW, 1925.
- Giacomo Casanova, Moja ucieczka z Więzienia Ołowianego (I Piombi), Warszawa: Życie, 1921, 138 s.
- Warwick Deeping, Kapitan Sorrell i syn, Warszawa: „Progress”, 1935.
- John Galsworthy, Saga rodu Forsyte'ow, Państwowy Instytut Wydawniczy, 1971.
- Maurice Maeterlinck, Życie pszczół. Warszawa: Wydawnictwo Przeglądu Tygodniowego, 1903.
- Edouard Schuré, Wielcy wtajemniczeni: zarys tajemnej historji religii: Rama, Kryszna, Hermes, Mojżesz, Orfeusz, Pytagoras, Platon, Chrystus, Hulewicz i Paszkowski, 1923.
- Jean Webster, Tajemniczy opiekun (I wydanie pod tytułem Długonogi Iks), 1926.
- Oscar Wilde, De Profundis. „Vita Nuova”, Warszawa 1922.
- Émile Zola, Ziemia, Ludowa Spółdzielnia Wydawnicza, 1950.
- Stefan Zweig, Józef Fouché. Warszawa: „Renaissance”, 1937.
- Sinclair Lewis, Anna Vickers, Towarzystwo Wydawnicze „Rój”, 1936.
- Robert T. Morris, „Na ostrzu skalpela. 50 lat z życia chirurga”. Wydawnictwo J.Przeworskiego, 1936, Wydawnictwo Replika,2019